# Ron Barbé
Ronny Cerille Elodie (Ron) Barbé (Philippine, 18 maart 1941 – Terneuzen 4 april 2018) was een Nederlands politicus van de KVP en later het CDA.
Barbé was een in Zeeuws-Vlaanderen geboren boerenzoon. Hij heeft economie gestudeerd aan de Katholieke Hogeschool Tilburg voor hij in 1968 zijn loopbaan begon bij Dow Chemical Nederland in Terneuzen. Daarnaast was hij betrokken bij de lokale politiek. Zo stond hij in 1970 voor de KVP op de kieslijst voor de Provinciale Statenverkiezingen in Zeeland en was hij eveneens in 1970 lijsttrekker voor de Verenigde Christelijke Partijen (VCP; lokaal samenwerkwerkingsverband bestaande uit KVP, CHU en ARP) bij de gemeenteraadsverkiezingen in Terneuzen. Na die laatste verkiezingen kwam Barbé in de gemeenteraad van Terneuzen en werd hij daar wethouder. 
Daarnaast was hij betrokken bij het waterschap De Verenigde Braakmanpolders; vanaf 1972 als gezworene en in 1974 werd hij daar dijkgraaf. Na de fusie van de waterschappen De Verenigde Braakmanpolders en Het Axeler Ambacht op 1 januari 1982 werd Barbé dijkgraaf van het daarbij ontstane waterschap De Drie Ambachten. Na de Provinciale Statenverkiezingen van 1982 werd hij gedeputeerde bij de provincie Zeeland en gaf zijn functies als wethouder en dijkgraaf op. 
Eind 1989 keerde hij terug naar het bestuur van Terneuzen, maar nu als burgemeester. Bij de fusie op 1 januari 2003 van Terneuzen, Sas van Gent en Axel tot de nieuwe gemeente Terneuzen werd Barbé waarnemend burgemeester van die fusiegemeente en 6 maanden later werd hij opgevolgd door Jan Lonink.
Hij overleed op 77-jarige leeftijd in Terneuzen.
- Nederlandse Thesaurus van Auteursnamen: 072441372
- Virtual International Authority File: 282411495
- WorldCat: E39PBJv4pwcjFYVYH8Y4RJxqwC